# Pougues-les-Eaux
Pougues-les-Eaux é uma comuna francesa na região administrativa de Borgonha-Franco-Condado, no departamento de Nièvre. Estende-se por uma área de 12,72 km². Em 2010 a comuna tinha 2 426 habitantes (densidade: 190,7 hab./km²).